# Fragmenta Phytographiae Australiae
Fragmenta phytographiae Australiae, (abreviado (Fragm.), é uma série de artigos escritos para o Governo de Vitória pelo botânico Ferdinand von Mueller no que publicou muitas das suas aproximadamente 2.000 descrições de novos taxas de plantas australianas. Os documentos foram publicados em 94 partes entre 1858 e 1882 e publicados em 11 volumes. Apesar de que, ao que parece, o volume 12 foi planeado, não foi publicado. É a única revista científica na Austrália, que tem sido completamente escrita em latim.